# مجازات (فیلم ۱۳۷۳)
مجازات فیلمی به کارگردانی جهانگیر جهانگیری و نویسندگی رضا حیدرنژاد و رضا عقیلی ساختهٔ سال ۱۳۷۳ است.

## خلاصه داستان
«حاج حیدری» به دست شخصی به قتل می‌رسد. ابتدا این جنایت خودکشی اعلام می‌شود. پسرش که در رشته حقوق تحصیل می‌کند، پرده از این ماجرا برمی‌دارد و با کمک بازپرس به جستجوی قاتل بر می‌آید. در این جستجو اتفاقی می‌افتد که …

## بازیگران
- جمشید هاشم‌پور
- محمود دینی
- افسانه بایگان
- جمشید مشایخی
- کامران باختر
- یداله رضوانی
- مرجانه دلدارگلچین
- شهرام عجم
- اسماعیل خدابخش
- اصغر مهرپیشه
- اکبر طلایی
- رمضان فهیم‌خواه
- رحیم شمشیری
- مجتبی رهنمودی
- الیاس شهبازی
- منصور والامقام